# Glyptothorax schmidti
Glyptothorax schmidti är en fiskart som först beskrevs av Volz, 1904.  Glyptothorax schmidti ingår i släktet Glyptothorax och familjen Sisoridae. Inga underarter finns listade i Catalogue of Life.